# Parität (Medizin)
Unter der Parität (von lateinisch parere „gebären“) versteht man in der Medizin, Veterinärmedizin und Biologie die Zahl der Geburten einer Frau bzw. eines weiblichen Säugetiers. Eine Frau bzw. ein weibliches Säugetier ohne Geburt bezeichnet man als Nullipara, mit einer Geburt als Primipara und mit zwei Geburten als Bipara. Für weibliche Säugetiere mit mehr als zwei erfolgreich durchlebten Geburten wird der Begriff Pluripara  (oder Polypara) verwendet, für Frauen auch Multipara, was zoologisch und tiermedizinisch jedoch eine andere Bedeutung besitzt.
Die Bezeichnungen Nullipara, Primipara etc. werden in der Fachliteratur oft als para 0, para 1 etc. abgekürzt. In der englischsprachigen Fachliteratur sind auch die an diese Bezeichnungen angelehnten Adjektive nulliparous, primiparous etc. anzutreffen.
Bedeutung kommt dem Begriff der Parität nicht nur in der Gynäkologie, sondern auch in der Onkologie und Geriatrie zu, weil die Zahl der erfolgreich durchlebten Geburten einer Frau dem derzeitigen Stand der Forschung zufolge mit ihrem Risiko in Zusammenhang steht, an bestimmten Arten von Krebs sowie bestimmten anderen typischen Altersleiden zu erkranken. Der Begriff spielt auch in der Soziobiologie und der evolutionären Psychologie eine Rolle – zwei Disziplinen, die sich unter anderem mit möglichen gemeinsamen Ursachen bestimmter Aspekte des Sozialverhaltens eines Menschen einerseits, hohen reproduktiven Erfolgs andererseits beschäftigen.
Während die Bezeichnungen Nullipara, Primipara etc. mehr oder weniger immer schon fester Bestandteil der medizinischen Fachterminologie des deutschen Sprachraums waren, entstand das Wort „Parität“ selbst erst in den späten 1990er Jahren durch Eindeutschung des amerikanischen parity.

## Anwendung
- Erstgravida: 1. Schwangerschaft
- Zweitgravida: 2. Schwangerschaft

Aber:
- Nullipara: bisher keine Geburten
- Primipara: eine Geburt
- Zweit- oder Sekundipara: zwei Geburten

Ein Beispiel: Eine Mutter hatte drei Fehlgeburten und zwei Kinder, d. h. die Frau wäre also eine Fünftgravida und Zweitpara.